# 팔탄당
팔탄당(八炭糖, 영어: octose)는 8개의 탄소 원자가 포함된 단당류이다. 린코마이신은 팔탄당인 메틸티오린코사마이드를 포함한다.

## 같이 보기
- 칠탄당
- 육탄당
- 오탄당